# Màxim Crisoberges
Màxim Crisoberges o Crisoberges Lucas (Maximus Chrysoberges) fou un escriptor romà d'Orient del segle xiv que va escriure Oratio de Processione Spiritus Sancti dedicada als cretencs. Fou defensor de l'església llatina. Es considera que podria ser l'autor de Περὶ διαφόρων κεφαλαίων, Quaestiones Sacrae Miscellaneee, que apareix signada per un Màxim el Monjo de personalitat desconeguda.